# Kabartonjo
Kabartonjo är en ort i distriktet Baringo i provinsen Rift Valley i Kenya.